# Gisbert Kranz
Gisbert Kranz, Pseudonym: Kris Tanzberg (* 9. Februar 1921 in Essen-Steele; † 3. Oktober 2009 in Aachen) war ein deutscher Schriftsteller, Literaturwissenschaftler, Biograph, Pädagoge und römisch-katholischer Theologe.

## Leben
Gisbert Kranz war der älteste von vier Söhnen eines Kaufmanns, der in Steele an der Ruhr (seit 1929 ein Stadtteil von Essen) ein Eisenwarengeschäft führte. Er besuchte das Carl-Humann-Gymnasium in Essen-Steele, an dem er 1939 das Abitur ablegte. Kranz war Gruppenführer im Bund Neudeutschland. Nach dessen Auflösung durch die Gestapo 1939 organisierte er illegale Heimabende bei sich daheim. Der Hitlerjugend beizutreten, lehnte er ab. Nach dem Reichsarbeitsdienst studierte er von 1939 bis 1941 Katholische Theologie in Paderborn und in Bonn. Im März 1941 wurde er zur Wehrmacht eingezogen, war Soldat an der Ostfront und an der Westfront und wurde mehrmals verwundet. Im Herbst 1944 geriet er in britische Kriegsgefangenschaft, aus der er im April 1947 entlassen wurde.
Von 1947 bis 1950 studierte Kranz in Bonn Germanistik, Anglistik, Theologie und Geschichte. Mit einer Dissertation über Ernst Jünger wurde er 1950 zum Dr. phil. promoviert. Anschließend arbeitete er als Gymnasiallehrer in Gelsenkirchen, Castrop-Rauxel, Marl und Paderborn. Nebenamtlich war er Dozent an den Volkshochschulen in Gelsenkirchen und Marl sowie Dozent an der Pädagogischen Hochschule Paderborn; zudem wurde er von in- und ausländischen Universitäten oft zu Vorträgen eingeladen. 1965 wechselte er nach Aachen, wo er bis zu seiner Pensionierung im Jahr 1978 als Oberstudienrat tätig war.
Gisbert Kranz ist Autor von mehr als 50 Büchern. Sein erstes Buch behandelte die Freiheitsidee Dostojewskis. Einen Gutteil seines Werkes machen Biographien von Heiligen aus und von herausragenden Persönlichkeiten der Geschichte des Christentums. Für das Biographisch-Bibliographische Kirchenlexikon schrieb Kranz u. a. die Artikel über Gilbert Keith Chesterton und C. S. Lewis. Unter dem Pseudonym Kris Tanzberg gab er einige Bände mit eigenen Gedichten heraus. Viele seiner Bücher wurden übersetzt, u. a. ins Englische, ins Tschechische und Slowakische, ins Niederländische, ins Dänische und ins Rumänische. Er rezensierte Hunderte von literarischen und literaturwissenschaftlichen Werken und veröffentlichte zahlreiche Beiträge zur Didaktik des Literaturunterrichtes an Gymnasien.
Kranz verfasste mehrere Studien zu der Literaturgattung Bildgedicht; seine Bildgedicht-Sammlung erwarb 1988 die Herzog August Bibliothek in Wolfenbüttel. Eine editorische Leistung ist sein dreibändiges Handbuch Das Bildgedicht. Theorie, Lexikon, Bibliographie, in dem Kranz rund 50.000 Bildgedichte nachwies. Darin führt er 5764 Verfasser von Bildgedichten in 35 Sprachen auf. Aus diesem Material entwarf Kranz eine Theorie des Bildgedichtes. Gisbert Kranz gilt als „der namhafteste Forscher auf dem Gebiet der europäischen Bildlyrik“.
Kranz pflegte einen Briefwechsel mit vielen Zeitgenossen, u. a. mit den Schriftsteller-Kollegen Rose Ausländer, Schalom Ben-Chorin, Hans Carossa, Alfred Döblin, Thomas Stearns Eliot, Manfred Hausmann, Bernt von Heiseler, Ernst Jünger, Martin Kessel, Gertrud von le Fort, Thomas Mann und Kurt Marti.
Im Jahr 1983 gründete Kranz die internationale Inklings-Gesellschaft für Literatur und Ästhetik e. V. mit Sitz in Aachen und war bis 1993 auch deren Präsident, zuletzt deren Ehrenpräsident.
Kranz war verheiratet und Vater von vier Kindern: Ursula, Anna, Margarita und Winfried. Seine Tochter Margarita war Mitarbeiterin des Historischen Wörterbuchs der Philosophie und ist mit dem Philosophieprofessor Winfried Schröder verheiratet.
Bis zu seinem Tod lebte Gisbert Kranz in Aachen. Er wurde auf dem Waldfriedhof Aachen beerdigt.

## Ehrungen
Gisbert Kranz war Ehrenmitglied der New York C.S. Lewis Society und der Internationalen Ovid-Gesellschaft, Bukarest. Im Jahre 1997 wurde er für seine Werke über die vier Inklings-Autoren J.R.R. Tolkien, C.S. Lewis, Charles Williams und Gilbert Keith Chesterton mit dem Deutschen Fantasy-Preis geehrt.

## Schriften (Auswahl)
- Gisbert Kranz verfasste einige Artikel im Biographisch-Bibliographischen Kirchenlexikon (BBKL)

### Biographische Werke
- Elisabeth von Thüringen, wie sie wirklich war. Winfried-Werk, Augsburg 1957 (zahlreiche Neuauflagen mit zum Teil abweichenden Titeln)
- Politische Heilige und katholische Reformatoren. Drei Bände mit insgesamt 42 biographischen Porträts. Winfried-Werk, Augsburg 1957, 1959 u. 1964
- Bischof Ketteler. Ein Lebensbild. Winfried-Werk, Augsburg 1961
- Augustinus – Dienst an der Welt. Ein Lebensbild. Winfried-Werk, Augsburg 1967
  - Überarbeitete Neuausgabe unter dem Titel Augustinus. Sein Leben und Wirken. Matthias-Grünewald, Mainz 1994, ISBN 3-7867-1795-8.
- Sie lebten das Christentum. 28 Biographien. Winfried-Werk, Augsburg 1973
- Herausgefordert von ihrer Zeit. 6 Frauenleben. Pustet, Regensburg 1976, ISBN 3-7917-0460-5.
- Engagement und Zeugnis. 11 Lebensbilder. Pustet, Regensburg 1977, ISBN 3-7917-0508-3.
- Johann Michael Sailer (1751–1832). Sein Wirken in der Zeitenwende. Pustet, Regensburg 1982, ISBN 3-7917-0748-5.
- Winfried Bonifatius. Wegbereiter des Christentums (672–754). Bonifatius, Paderborn 1988
- Thomas von Kempen. Der stille Reformer vom Niederrhein. Brendow, Moers 1993, ISBN 3-87067-524-1.
  - Ergänzte Neuausgabe. Topos, Kevelaer 2012, ISBN 978-3-8367-0795-4.
- Werke in Einzelausgaben: Biographien, St. Ottilien 1998–2000
  - Bd. 1: Zwölf Frauen
  - Bd. 2: Zwölf Reformer
  - Bd. 3: Zehn Nothelfer
  - Bd. 4: Zwölf Kirchenmänner
  - Bd. 5: Acht Despoten: Herodes, Nero, Richard III, Iwan der Schreckliche, Robespierre, Stalin, Ceauşescu, Hitler

### Schriften zur Literaturwissenschaft
- Der Mensch in seiner Entscheidung. Über die Freiheitsidee Dostojewskis, Bonn 1949
- Ernst Jüngers Symbolik, Bonn 1950 (Dissertation)
  - überarbeitete Neuausgabe unter dem Titel Ernst Jüngers symbolische Weltschau, Düsseldorf 1968
- Christliche Literatur der Neuzeit, Aschaffenburg 1959
- Gertrud von Le Fort als Künstlerin, Paderborn 1959
- Europas christliche Literatur 1500–1960, Aschaffenburg 1961
  - erweiterte Neuausgabe unter dem Titel Europas christliche Literatur von 1500 bis heute, Paderborn 1968
- Das Bildgedicht in Europa. Zur Theorie und Geschichte einer literarischen Gattung, Paderborn 1973
- C. S. Lewis. Studien zu Leben und Werk, Bonn 1974
- Christliche Dichtung heute. Neuerscheinungen von 1960 bis 1975, Paderborn 1975
- Gertrud von Le Fort. Leben und Werk in Daten, Bildern und Zeugnissen, Frankfurt am Main 1976
- Lexikon der christlichen Weltliteratur, Freiburg 1978, ISBN 3-451-17949-0
- Das Bildgedicht. Theorie, Lexikon, Bibliographie. Köln und Wien
  - Bd. 1: Theorie, Lexikon, 1981
  - Bd. 2: Bibliographie, 1981
  - Bd. 3: Nachträge, 1987
- Meisterwerke in Bildgedichten. Rezeption von Kunst in der Poesie, Frankfurt am Main 1986, ISBN 3-8204-9091-4
- Europas christliche Literatur von 500 bis 1500, München 1988, ISBN 3-506-74814-9
- Das Architekturgedicht, Köln und Wien 1988, ISBN 3-412-06387-8
- Kafkas Lachen und andere Schriften zur Literatur, 1950–1990, Köln und Wien 1991, ISBN 3-412-19789-0
- Die Inklings-Bibliothek. Systematischer Katalog der Spezialsammlung zu G.K. Chesterton, C.S. Lewis, George MacDonald, Dorothy L. Sayers, J.R.R. Tolkien, Charles Williams, Passau 1992
- Gilbert Keith Chesterton. Prophet mit spitzer Feder, Augsburg 2005, ISBN 978-3-936484-61-8

### Als Herausgeber und Übersetzer
- Englische Sonette, Stuttgart 1970 (Auswahl, Übersetzung und Einführung)
- Deutsche Bildwerke im deutschen Gedicht, München 1975
- Gedichte auf Bilder. Anthologie und Galerie, München 1975
- Dome im Gedicht. Eine Anthologie, Köln 1975
- Heiligenlob moderner Dichter. Eine Anthologie, Regensburg 1976
- Bildmeditation der Dichter. Verse auf christliche Kunst, Regensburg und Hamburg 1976
- Die Arthur-Gedichte von Charles Williams. Einführung, Übersetzung, Kommentar, Konkordanz, Frankfurt am Main 1991, ISBN 3-631-44016-2

### Schriften zur Kunst
- Farbiger Abglanz. Eine Symbolik, Nürnberg und Zürich 1957
- Deutsche Malerei in Geschichte und Gegenwart. Mit einem Führer durch die wichtigsten Museen des deutschen Sprachraums, München 1978, ISBN 3-19-001241-5
- Poetische Galerien. Bildgedichtbücher aus der Sammlung Gisbert Kranz. Ausstellung in der Bibliotheca Augusta, 9. Februar bis 28. April 1996, Wolfenbüttel 1996

### Schriften zur Pädagogik und zur Theologie
- Heiligenleben als Bildungsgut in Schule, Erwachsenenbildung und Seelsorge. Paderborn 1965
- Das göttliche Lachen. Echter, Würzburg 1970
- Christliche Pointen. Echter, Würzburg 1971
- Liebe und Erkenntnis. Ein Versuch. München 1972, ISBN 3-7916-0106-7.
- Schmunzelkatechismus. Eine heitere Theologie. München 1978, ISBN 3-7904-0273-7.

### Gedichte
- (unter dem Pseudonym Kris Tanzberg) Epiphanien, Darmstadt 1975
- (unter dem Pseudonym Kris Tanzberg) Freie Künste. Gedichte, Hamburg 1978
- (unter dem Pseudonym Kris Tanzberg) Bilder und Personen, Dortmund 1981
- Niederwald und andere Gedichte, Lüdenscheid 1984

### Autobiographisches
- Begegnungen mit Dichtern, Wuppertal und Zürich 1990, ISBN 3-417-24089-1
- Eine katholische Jugend im Dritten Reich. Erinnerungen 1921–1947, Freiburg 1990, ISBN 3-451-08727-8
  - erweiterte Neuausgabe unter dem Titel Jugend unterm Hakenkreuz. Erinnerungen eines ganz normalen Katholiken, Augsburg 2007, ISBN 978-3-86744-041-7